# Barbeuia
Barbeuia madagascariensis és una espècie de liana que només es troba a Madagascar.
El gènere monotípic Barbeuia de vegades s'ha ubicat dins la seva pròpia família, Barbeuiaceae. L'APG II system de 2003, per exemple, reconeix aquesta família i l'assigna a l'ordre Caryophyllales dins el clade core eudicots. Això representa un canvi respecte a l'APG system, de 1998, el qual no reconeixia Barbeuiaceae com una família de plantes.